# Produit de fission à vie longue
Les produits de fission à vie longue sont les matériaux radioactifs dont la demi-vie est longue (plus de  200 000 ans), produits par fission nucléaire.

## Évolution de la radioactivité des déchets nucléaires
La fission nucléaire produit des produits de fission, des actinides à partir du combustible nucléaire dont les noyaux capturent des neutrons mais ne subissent pas de fission, et des produits d'activation dus à l'activation neutronique du réacteur ou des matériaux de l'environnement.

### Produit à court-terme
La forte radioactivité à court-terme du combustible nucléaire usé vient principalement de la fission de produits à courte demi-vie tels que l'131I et le 140Ba ; après environ quatre mois 141Ce, 95Zr/95Nb et89Sr sont les principaux responsables, et après environ deux ou trois ans, les principaux produits responsables de la radioactivité sont 144Ce/144Pr, 106Ru/106Rh et 147Pm.
Dans le cas d'un dégagement radioactif d'une centrale nucléaire ou de combustible usagé, seuls certains de ces éléments sont relâchés. En conséquence, la signature isotopique de la radioactivité est très différente de celle d'une explosion atomique en plein air où tous les produits de fission sont dispersés.

### Produits de fission à vie moyenne
Après plusieurs années de refroidissement, la radioactivité provient principalement du césium 137 et du strontium 90, qui sont chacun produits dans environ 6 % des fissions, et ont des demi-vies d'environ 30 ans. Les autres produits de fission avec des demi-vies similaires ont des rendements de produit de fission bien plus bas, une plus faible énergie de désintégration et certains d'entre eux (151Sm, 155Eu, 113mCd) sont rapidement détruits par capture neutronique alors qu'ils sont encore dans le réacteur ; ils ne sont donc responsables que d'une fraction infime de la radiation produite durant cette période. Ainsi, sur une période de quelques années à quelques centaines d'années, la radioactivité du combustible usé peut être modélisée simplement par une décroissance exponentielle de 137Cs et de 90Sr. On les appelle parfois « produits de fission à vie moyenne »,.
Le krypton 85, le troisième produit de fission à moyenne-vie le plus actif, est un gaz noble qu'on laisse s'échapper durant le traitement du combustible nucléaire usé ; cependant, son inertie chimique signifie qu'il ne se concentre pas dans l'environnement mais se diffuse uniformément à faible concentration dans l'atmosphère. Le combustible usé aux États-Unis et dans certains autres pays ne peut être retraité que plusieurs décennies après utilisation, et à cette échéance, tout le 85Kr s'est déjà transmuté.

### Actinides
Lorsque 137Cs et 90Sr se sont désintégrés et atteint des bas niveaux, la radioactivité du combustible usé ne vient plus des produits de fission mais des actinides, notamment le plutonium 239, le plutonium 240, l'américium 241, l'américium 243, le curium 245 et le curium 246. Ces produits peuvent être retraités (avant ou après la désintégration de la quasi-totalité de 137Cs et 90Sr) et fissionnés, offrant la possibilité de réduire grandement la radioactivité des déchets dans la période entre 103 et 105 années. 239Pu peut être utilisé comme combustible dans les réacteurs thermiques actuels, mais certains actinides mineurs comme 241Am, tout comme le plutonium 242 non-fissile et moins fertile sont mieux détruits dans les réacteurs à neutrons rapides ou les réacteur nucléaire piloté par accélérateur.

### Produit de fission à vie longue
Sur une échelle supérieure à 105 années, les produits de fission, principalement 99Tc, représentent une part importante, mais de faible intensité, de la radioactivité, avec certains actinides à longue vie comme le neptunium 237 et le plutonium 242, s'ils n'ont pas été détruits au préalable.
Les produits de fission à vie longue les plus abondants ont une énergie de désintégration totale autour de 100-300 keV, dont seule une partie est émise par radiation β ; le reste est perdu par émission de neutrinos qui n'ont aucun effet. Au contraire, les actinides subissent de multiples désintégrations α, chacune avec une énergie comprise entre 4 et 5 MeV.
Seuls sept produits de fission ont une longue demi-vie, variant de 200 000 à 16 millions d'années. On les appelle « produits de fission à vie longue ». Trois de ces produits ont des rendements de fission relatifs relativement hauts, autour de 6 %, les autres ont un rendement bien plus faible. Cette liste de sept exclut les isotopes à très lente désintégration et demi-vie supérieure à l'âge de l'univers qui sont considérés en pratique stables et déjà présents dans la nature ; elle exclut également les quelques isotopes tels que le technétium 98 et le samarium 146 dont la désintégration bêta est « masquée »  et qui ne peuvent être produits que par fission directe, et non par désintégration bêta de produits plus riches en neutrons, ces produits ayant un rendement de l'ordre d'un millionième de celui de l'iode 129.

## Les sept produits de fission à vie longue
Les trois premiers ont des demi-vies similaires, entre 200 000 et 300 000 années ; les quatre autres ont des demi-vies plus longues, de quelques millions d'années. 
1. Technétium 99
2. Étain 126
3. Sélénium 79
4. Zirconium 93
5. Césium 135
6. Palladium 107
7. Iode 129